# اچ‌ام‌ای‌اس مورسبی (۱۹۶۳)
اچ‌ام‌ای‌اس مورسبی (۱۹۶۳) (به انگلیسی: HMAS Moresby (1963)) یک کشتی بود که طول آن ۹۵٫۷ متر (۳۱۴ فوت) بود. این کشتی در سال ۱۹۶۳ ساخته شد.